# Зёдингберг
Зёдингберг (нем. Södingberg) — коммуна  в Австрии, в федеральной земле Штирия.
Входит в состав округа Фойтсберг. Население составляет 862 человека (на 31 декабря 2005 года). Занимает площадь 16,06 км². Официальный код — 61623.

## Политическая ситуация
Бургомистр коммуны — Петер Коллеггер (СДПА) по результатам выборов 2005 года.
Совет представителей коммуны (нем. Gemeinderat) состоит из 9 мест.
- СДПА занимает 5 мест.
- АНП занимает 4 места.